# Le avventure di Kid Danger
Le avventure di Kid Danger è una serie animata statunitense del 2018 creata da Dan Schneider e basata sulla serie televisiva Henry Danger.

## Trama
La storia si basa sulle avventure di Kid Danger e Capitan Man contro i cattivi di Swellview.

## Personaggi
- Henry Hart è l'assistente di Capitan Man, ascolta molto Charlotte che da sempre dei consigli sulle stupidate che crea Ray.
- Ray è Capitan Man, il capo di Kid Danger (Henry Hart). Ray è molto birichino, sembra essere un bambino. Ha dei vizi stupidi che vuole passare per forza.
- Charlotte è un'assistente che aiuta molto ma Capitan Man (Ray) non l'ascolta mai.
- Schowz è uno tra gli assistenti di Capitan Man. È scienziato e molto esperto in tecnologia. La sua fantasia si avvera sempre.
- Jasper è un amico di Henry, è un commerciante del Junk'n' Stuff e assistente degli eroi.
- Piper è la sorella di Henry ed è cattivella soprattutto nei confronti di Jasper.
- Mr. Hart è il padre di Henry e Piper.
- Mrs. Hart è la madre di Henry e Piper.

## Episodi
| Stagione       | Episodi | Prima TV USA | Prima TV Italia |
| -------------- | ------- | ------------ | --------------- |
| Prima stagione | 12      | 2018         | 2018            |

## Doppiaggio
| Nome personaggio             | Doppiatore originale | Doppiatore italiano |
| ---------------------------- | -------------------- | ------------------- |
| Henry Hart (Kid Danger)      | Jace Norman          | Riccardo Suarez     |
| Ray Manchester (Capitan Man) | Cooper Barnes        | Nanni Baldini       |
| Schwoz Schwartz              | Michael D. Cohen     | Luigi Ferraro       |
| Charlotte Page               | Riele Downs          | Agnese Marteddu     |
| Jasper Dunlap                | Sean Ryan Fox        | Francesco Ferri     |
| Piper Hart                   | Ella Anderson        | Arianna Vignoli     |

## Produzione
Nel marzo del 2017, Nickelodeon annuncia che la serie animata è stata ordinata per 10 episodi con il titolo provvisorio The Adventures of Kid Danger and Captain Man. La serie, precedentemente alla sua pubblicazione televisiva, ha debuttato nel luglio 2015 come serie digitale a forma ridotta intitolata Henry Danger Motion Comic, anch'essa creata da Dan Schneider. In seguito prese il nome di The adventures of Kid Danger con 12 episodi in un’unica stagione.

## Trasmissione
Il 15 gennaio 2018 la serie ha avuto un'anteprima nell'episodio Toon in for Danger (Il cartone animato) nella quarta stagione della serie televisiva Henry Danger, dove si sente la sigla del primo episodio.